# P.S. I Love You (пісня)
P.S. I Love You (укр. P.S. Я Кохаю Тебе) — пісня, створена Джоном Ленноном та (більшою мірою) Полом Маккартні під час подорожі «The Beatles» до Гамбургу у 1962. Є складовою частиною дебютного синглу «The Beatles» «Love Me Do», пізніше увійшла до їхнього альбому «Please Please Me» (також дебютного). Була випущена 5 жовтня 1962 (у Великій Британії) та 27 квітня 1964 (у США).

## Історія
Пісня «P.S. I Love You» була написана Полом Маккартні у квітні 1962 в Гамбурзі, в період виступів у місцевому клубі «The Star Club», де вони провели більшу частину року, вдосконалюючи свої музичні навички постійними виступами наживо. 6 червня 1962 «The Beatles» виконали цю пісню в студійному форматі під час прослуховування фірмою звукозапису «Parlophone Records». Початково «P.S. I Love You» мала бути другою піснею синглу «Love Me Do», однак співачка Пеґґі Лі мала в своєму репертуарі пісню з такою самою назвою, тому фірма вирішила випустити пісню «Love Me Do» замість першої.

## Студійний запис
Перші записи пісні «P.S. I Love You» члени гурту «The Beatles» зробили під час першої сесії у студії «Еббі Роуд» 6 червня 1962, тоді ударником гурту виступав Піт Бест. 11 вересня, під час другої сесії запису синглу «Love Me Do», пісня була перезаписана десять разів. Під час наступних записів Рінго Старр, який прийшов після звільнення Беста, не був допущений до ударної установки — замість нього партії виконував студійний ударник Енді Вайт, сам Рінго при цьому грав на маракасах. Також члени «The Beatles» тричі записували версію «P.S. I Love You» для радіостанції Бі-Бі-Сі, після цього вона з'явилася у передачах «Here We Go», «Talent Spot» та Pop Go The Beatles. Фактично «P.S. I Love You» «перегукується» з однойменною піснею, створеною у 1934 Гордоном Дженкінсом та Джонні Мерсером та виконаною Руді Веллі.

## Пісня
Існує декілька версій створення пісні «P.S. I Love You». Джон Леннон відмічав її подібність до пісні «Soldier Boy», що виконувалася жіночим гуртом «The Shirelles» та була хітом у квітні 1962, натякаючи таким чином на спробу плагіату з боку Пола, однак це твердження не є вірним, оскільки «Soldier Boy» та «P.S. I Love You» були створені приблизно в один час. Також є твердження, згідно з яким Пол Маккартні написав текст пісні як лист до своєї дівчини Дороті Роун (англ. Dorothy "Dot" Rhone), що повернулася до Ліверпуля саме в той час, коли Маккартні перебував у Гамбурзі. Сам автор частково підтвердив цю версію, заявивши, що пісня була створена лише як така, що базується на його листі до своєї подруги. Пізніше Маккартні знову повернувся до цієї теми, написавши пісню «Paperback Writer» (укр. «Автор дешевих книг»).
«P.S. I Love You» є прикладом уміння членів «The Beatles» проводити «особисте спілкування» зі слухачами, встановлювати з ними своєрідний «зв'язок». Слова «я», «ти», «любов», задіяні у даній композиції, використовувалися і в інших ранніх музичних творах гурту, так само встановлюючи «прямий контакт» між виконавцями та слухачами.

## Учасники
- Пол Маккартні — вокал, бас-гітара
- Джон Леннон — ритм-гітара, бек-вокал
- Джордж Харрісон — ритм-гітара, бек-вокал
- Енді Вайт — ударні (бонго)
- Рінго Старр — маракаси